# Мунток
Мунток (індонез. Muntok) — містечко в індонезійській провінції Банка-Белітунг, адміністративний центр округу Західна Банка.

## Географія
Мунток розташовується на західному узбережжі північної частини острова Банка.

### Клімат
Містечко знаходиться у зоні, котра характеризується вологим тропічним кліматом. Найтепліший місяць — квітень із середньою температурою 27 °C (80.6 °F). Найхолодніший місяць — січень, із середньою температурою 26.1 °С (79 °F).
| Клімат Мунтока          | Клімат Мунтока | Клімат Мунтока | Клімат Мунтока | Клімат Мунтока | Клімат Мунтока | Клімат Мунтока | Клімат Мунтока | Клімат Мунтока | Клімат Мунтока | Клімат Мунтока | Клімат Мунтока | Клімат Мунтока | Клімат Мунтока |
| Показник                | Січ.           | Лют.           | Бер.           | Квіт.          | Трав.          | Черв.          | Лип.           | Серп.          | Вер.           | Жовт.          | Лист.          | Груд.          | Рік            |
| Середня температура, °C | 26,1           | 26,3           | 26,6           | 27             | 27             | 26,8           | 26,4           | 26,7           | 26,5           | 26,9           | 26,7           | 26,2           | 26,6           |
| Норма опадів, мм        | 309.8          | 241.8          | 201.6          | 259.3          | 171.9          | 114.8          | 79.2           | 76.3           | 98.3           | 168.6          | 261.8          | 428.1          | 2411.5         |
| Днів з опадами          | 15,6           | 11,5           | 14,5           | 16,6           | 16             | 13,7           | 12,2           | 11,7           | 12,2           | 16,9           | 20,6           | 20,6           | 182,1          |
| Вологість повітря, %    | 85.5           | 85.2           | 85             | 85.2           | 84.5           | 82.6           | 81.4           | 80.2           | 81.3           | 81.8           | 84.8           | 86.7           | 83.7           |
| ----------------------- | -------------- | -------------- | -------------- | -------------- | -------------- | -------------- | -------------- | -------------- | -------------- | -------------- | -------------- | -------------- | -------------- |
| Джерело: Weatherbase    |                |                |                |                |                |                |                |                |                |                |                |                |                |